# 羽根章悦
羽根 章悦（はね ゆきよし、1940年6月15日 - ）は、日本の男性アニメーター、キャラクターデザイナーである。

## 人物
1970年代の『海のトリトン』『宇宙空母ブルーノア』と言った西崎義展プロデューサー坦当作品や東映動画作品である『マジンガーZ』を担当。
1980年以降は作画監督をセーブし、主に原画での仕事を請け負う。理由として「作画監督ばかりやっていると基本である原画が疎かになって描けなくなる」とのこと。

## 参加作品

### テレビアニメ
1964年
- 少年忍者風のフジ丸（作画監督）

1965年
- 宇宙パトロールホッパ（作画監督）

1966年
- 海賊王子（作画監督、作画）
- 魔法使いサリー（第1作）（作画監督）

1968年　
- ゲゲゲの鬼太郎（第1作）（7話作画監督）

1969年
- アタックNo.1（作画）
- タイガーマスク（8話作画、12話作画監督）
- ひみつのアッコちゃん（作画監督）

1970年
- キックの鬼（作画監督）

1971年
- 天才バカボン（第4回原画、第8回Aパートコンテ）

1972年
- 海のトリトン（キャラクターデザイン、作画監督）
- マジンガーZ（前期キャラクターデザイン[1]、作画監督）

1973年
- 山ねずみロッキーチャック（作画）

1974年
- アルプスの少女ハイジ（作画）

1975年
- フランダースの犬（作画監督）

1976年
- 母をたずねて三千里（作画）

1977年
- あらいぐまラスカル（作画）
- まんが日本絵巻（作画監督）

1978年
- ペリーヌ物語（51話作画）

1979年
- 宇宙空母ブルーノア（キャラクターデザイン、作画監督、原画）

1980年
- 宇宙戦艦ヤマトIII（原画）
- ニルスのふしぎな旅（オープニングアニメ）
- メーテルリンクの青い鳥 チルチルミチルの冒険旅行（作画監督）

1981年
- 名犬ジョリィ（作画）

1986年
- 三国志II 天翔ける英雄たち（原画）

1996年
- イーハトーブ幻想～KENjIの春（ペンシルアニメーション）

1997年
- 白鯨伝説（2話原画）

2001年
- キャプテン翼（オープニング・エンディング作画→オープニング・エンディングアニメーション）

2004年
- それいけ!ズッコケ三人組（原画）
- 火の鳥（原画）

2007年
- ミヨリの森（原画）

2008年
- アリソンとリリア（原画）
- 秘密〜The Revelation〜（8話原画）

2009年
- ジャングル大帝 勇気が未来をかえる（原画）

2019年
- どろろ（原画）

### 劇場アニメ
1963年
- わんぱく王子の大蛇退治（動画）

1966年
- 大忍術映画ワタリ（協力）

1973年
- 哀しみのベラドンナ（原画）

1975年
- フランダースの犬（作画監督）

1980年
- ヤマトよ永遠に（原画）

1982年
- 1000年女王（原画）

1983年
- 宇宙戦艦ヤマト 完結編（原画）

1984年
- 風の谷のナウシカ（作画）

1987年
- チロヌップのきつね（原画）

1988年
- 火垂るの墓（原画）

1989年
- 魔女の宅急便（原画）

1991年
- おもひでぽろぽろ（原画）

1998年
- ラーマーヤナ ラーマ王子伝説（原画）
- スクービー・ドゥーのゾンビ島（原画）

2000年
- デジモンアドベンチャー ぼくらのウォーゲーム!（原画）
- 太陽の法（キャラクターデザイン、原画、壁画）

2002年
- デジモンフロンティア 古代デジモン復活!!（原画）

2003年
- 黄金の法 エル・カンターレの歴史観（作画監督）

2005年
- あらしのよるに（作画）

2009年
- 宇宙戦艦ヤマト 復活篇（原画）

2011年
- 手塚治虫のブッダ -赤い砂漠よ!美しく-（原画）

### OVA
2003年
- 羊のうた（2話 - 4話原画）